# 朴志晚
朴志晩（韓語：박지만，1958年12月15日—），韓国商界人物。韩国前总统朴正熙、陸英修夫妇的长子，亦是韩国前总统朴槿惠的弟弟。二姐是朴槿姈。

## 經歷
朴志晚自韓国陸軍官校第37期毕业後，曾任防空砲兵科少尉，後駕車發生事故，於1986年以上尉階級退役。历任育英財团理事、三陽產業代表理事等职务，2000年后任EG科技会長。1989年至2002年涉嫌违反毒品法多次被捕。
2004年与一位小16岁的律师徐香姬結婚，2005年长子出生。
2007年任EG科技会長。
2014年，次子出生。